# Sheldon J. Plankton
Sheldon James Plankton è uno dei personaggi principali della serie animata SpongeBob e l'antagonista principale del primo film cinematografico dedicato alla serie animata.
Inizialmente era l'antagonista principale a tutti gli effetti visto che era intenzionato a dominare il mondo intero e a rendere tutti quanti suoi schiavi, ma nelle stagioni più recenti è diventato complessivamente meno malvagio, diventando più un antieroe, inoltre si allea occasionalmente con SpongeBob quando devono affrontare un nemico comune o ha bisogno del suo aiuto, cosa che nelle vecchie puntate non accadeva e il rapporto tra i due si evolve da acerrimi nemici ad amici-nemici pur restando nel complesso l'antagonista principale della serie.

## Caratterizzazione del personaggio
È un plancton con un solo occhio intelligente, brillante, competente, a volte arrogante ed estremamente ambizioso ma anche molto sfortunato e infantile, seppur diabolico in certe occasioni. È il proprietario del fast food Chum Bucket e per tale motivo è nemico giurato di Mr. Krab, proprietario del fast food concorrente Krusty Krab, che ha molto più successo (in effetti, il Chum Bucket è sempre vuoto). Il Krusty Krab deve il suo successo al famoso Krabby Patty, un panino la cui ricetta è segretissima. Per avere tale ricetta, lo stesso Plankton mette a punto piani e progetti, geniali quanto demenziali senza però mai riuscirci, sia per una buona dose di sfortuna, sia perché alla fine SpongeBob e i suoi amici riescono a spuntarla sempre su di lui.

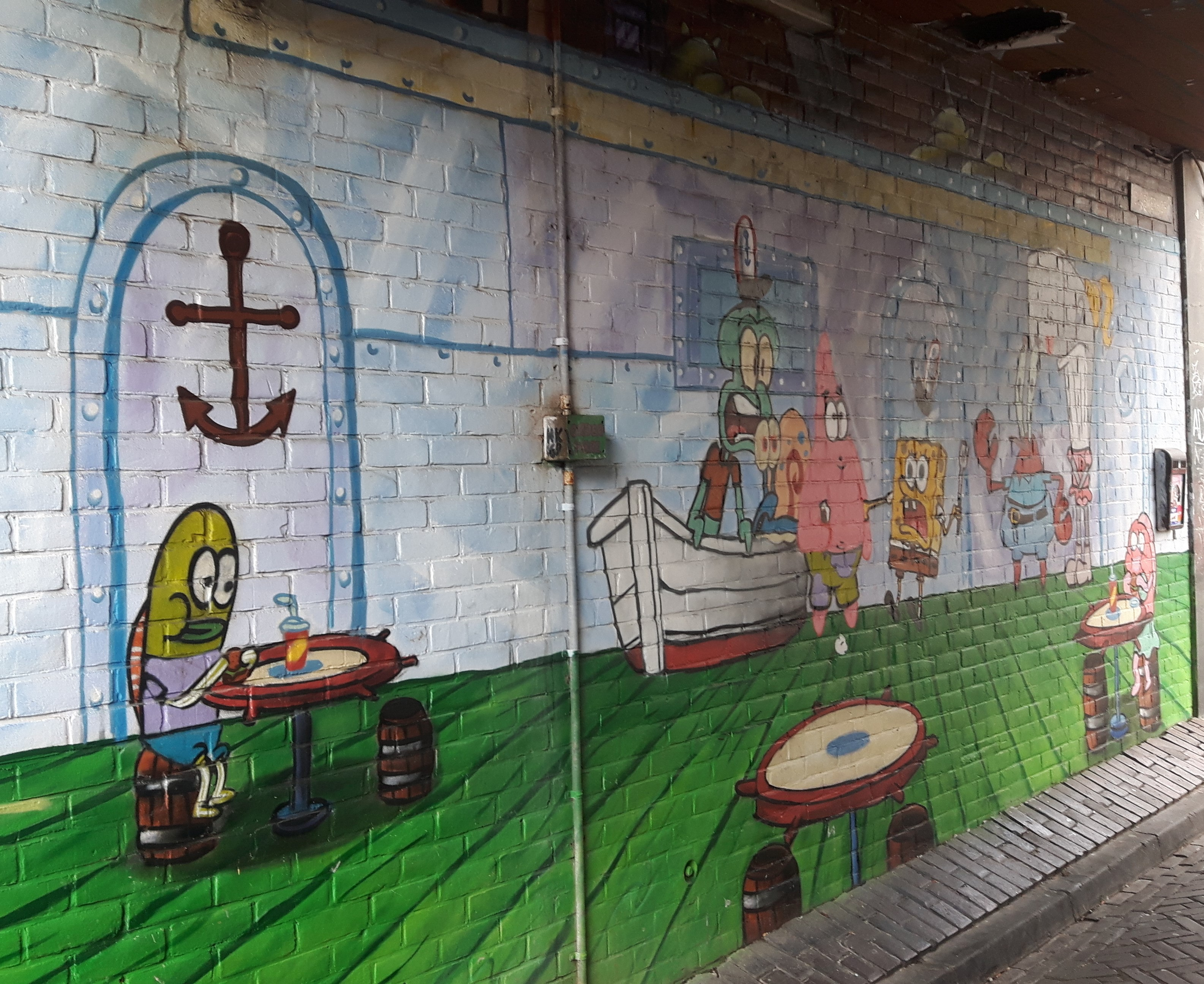
il Krusty Krab, il fast food nemico del Chum Bucket

In un episodio si scopre che furono proprio Krab e Plankton ad inventare insieme il Krabby Patty e che gli stessi Eugene e Sheldon erano stati grandi amici, compagni di infanzia e di scuola, entrambi presi in giro e derisi in ogni occasione (Plankton per la sua statura minuscola, Krab, che a quell'epoca era povero, per i suoi vestiti). Litigando per il fatto di alcune divergenze sulla modifica della ricetta i due si separarono. Plankton nell'andarsene sbatté forte la porta del fast food in cui lavoravano, facendo cadere per sbaglio degli ingredienti nell'impasto del Krabby Patty e dandogli quel gusto particolare. Nella prova dei gusti del giorno dopo, Krab ebbe la meglio per la modifica accidentale che gli fece Plankton, e lui giurò che avrebbe preso a tutti i costi quella ricetta. Da quel momento iniziò l'odio eterno e profondo che lega fino ad oggi i due personaggi, e il loro destino opposto: Krab divenne ricco e ossessionato dal denaro, Plankton invece destinato a fallire miseramente ad ogni suo tentativo. Nelle stagioni più recenti, comunque, il personaggio ha avuto un piccolo cambiamento in meglio diventando meno cattivo e più altruista, rinunciando persino alla ricetta segreta in rare occasioni.

## Accoglienza
Il personaggio di Plankton ha ricevuto un'accoglienza generalmente positiva. Nella sua recensione della quarta stagione, Paul Mavis di DVD Talk ha affermato che gli spettatori adulti probabilmente troverebbero Plankton più divertente di altri, elogiando la sua voce "esilarante e stentorea ". Nella sua recensione dell'episodio della sesta stagione "Clash of Triton", Mavis ha definito Plankton "l'unico personaggio secondario di SpongeBob che può ancorare [con successo] il proprio cortometraggio". Bettijane Levine di  The Los Angeles Times ha scritto positivamente del ritratto di Plankton, definendolo commovente piuttosto che genuinamente immorale, descrivendolo come un "meschino di città... ma meschino è diverso dal male. Non esiste il male, nemmeno un senso di minaccia, nel mondo fradicio e sicuro di SpongeBob." Ann Hagman Cardinale di Blogcritics ha elogiato il personaggio, chiedendo retoricamente in una recensione del 2007, "che non è solleticato dal Plankton con la mascella serrata, Kirk Douglas con i suoi piani malvagi da film muto per rubare la ricetta segreta per il Krabby Patty?" Lo scrittore di Boston.com Jamie Loftus aveva sentimenti contrastanti riguardo a Plankton in un articolo del 2015, affermando che mentre "quasi ogni episodio con il piccolo supercriminale Plankton è molto stereotipato", non "invecchia mai".
James Poniewozik della rivista Time ha commentato Plankton in un articolo del 2001. Ha notato che "nessuno pensa che sia strano che il cattivo della città, il Plankton megalomane, sia un organismo unicellulare" come parte dell'atmosfera "colorata e goffa" del programma. In un articolo per The A.V. Club, Zack Handlen ha affermato che "l'umorismo di Plankton deriva dal modo in cui le sue ambizioni operative sono costantemente ostacolate da un ragazzino ingenuo e fiducioso". Nel 2015, Entertainment Weekly' Hillary Busis di '' ha definito Plankton uno dei personaggi più subdoli della televisione, aggiungendo nel suo commento che è "doppiato alla malvagia perfezione da Doug Lawrence". José Antonio Gómez Marín di El Mundo ha paragonato favorevolmente i piani di Plankton alle storie di Georges Simenon in un articolo del 2013.
Nel suo libro del 2011 SpongeBob SquarePants and Philosophy, il politologo Joseph J. Foy sostiene che "Plankton potrebbe effettivamente essere l'eroe non celebrato della serie, e SpongeBob il vero cattivo". Paragona il personaggio al Nietzscheano Übermensch, prendendo atto della sua superiorità mentale rispetto agli altri personaggi dello spettacolo, e si chiede come Plankton sia solo "giudicato come cattivo perché, non importa quante grandi cose realizzi, le sue intenzioni sono considerate ignobili". Foy conclude la sua analisi criticando il fatto che "SpongeBob è elogiato come nobile per aver cercato di trattenere Plankton".